# Zelków
Zelków – wieś w Polsce położona w województwie małopolskim, w powiecie krakowskim, w gminie Zabierzów. Jest jednym z 23 sołectw tej gminy .
Wieś królewska w tenucie ojcowskiej w powiecie proszowskim województwa krakowskiego w końcu XVI wieku.
W roku 2021 we wsi mieszkały 1054 osoby, z czego 50,4% mieszkańców stanowiły kobiety, a 49,6% mężczyźni.

## Części wsi

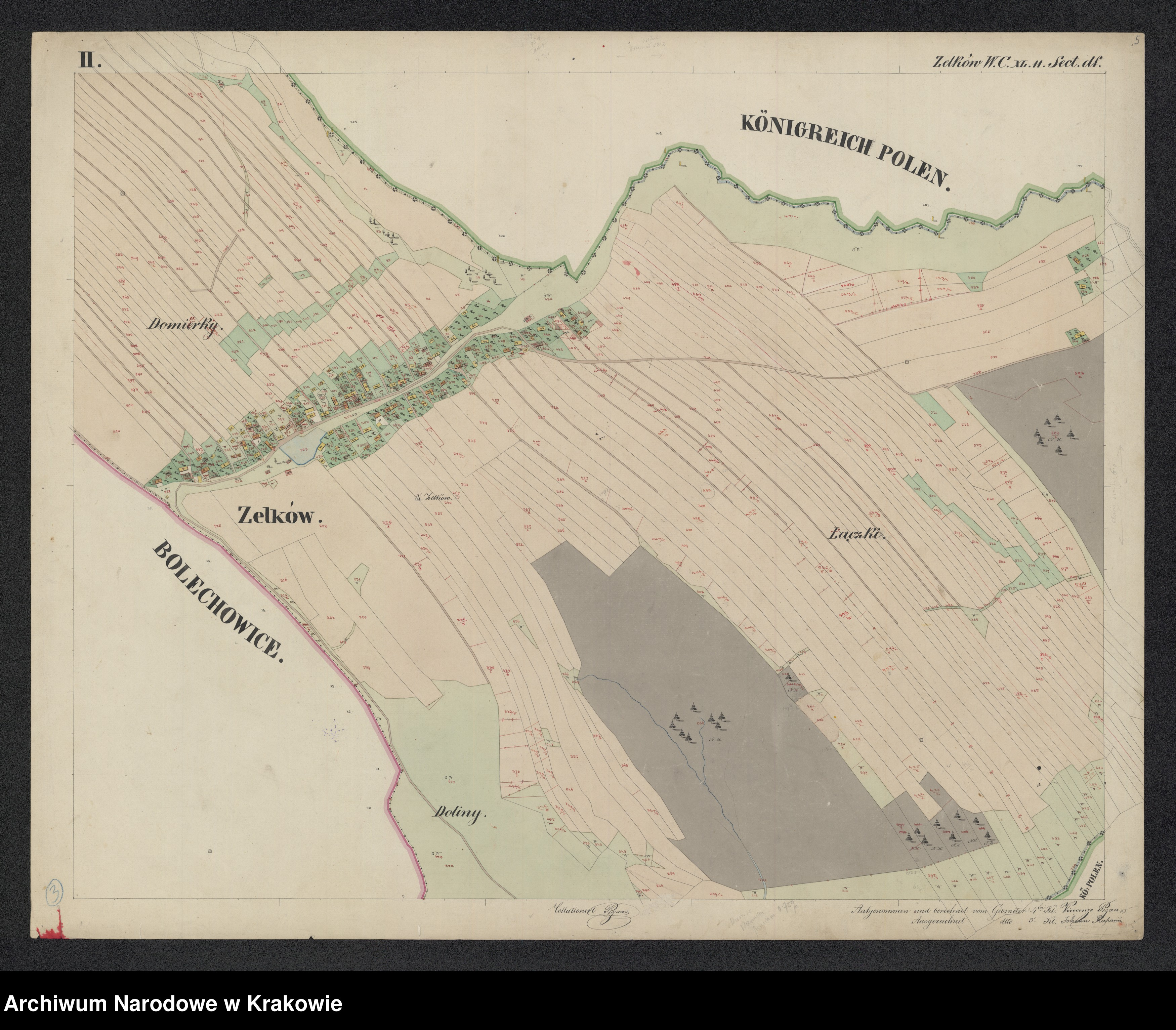
Mapa katastralna Zelkowa z 1848

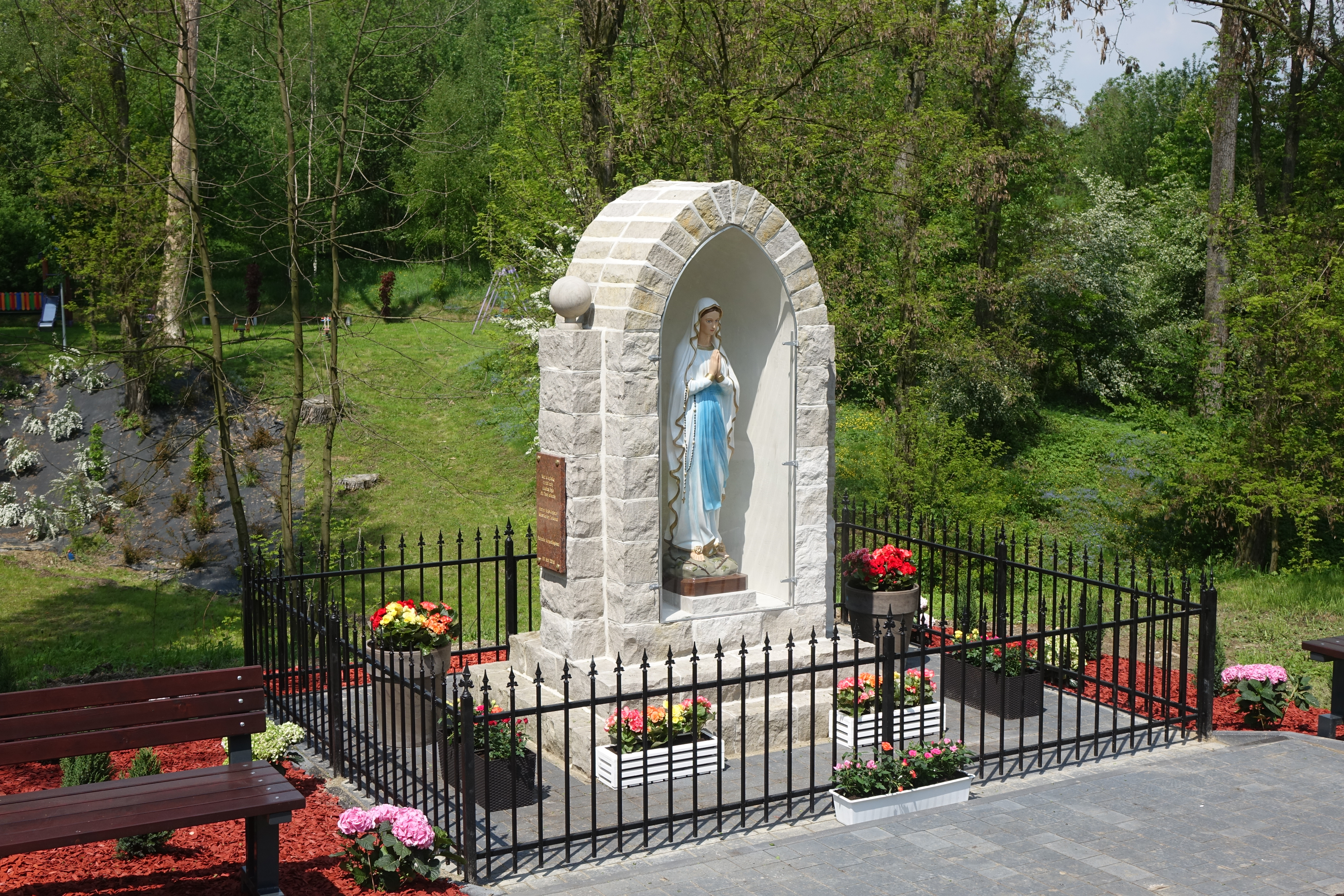
Kapliczka w Zelkowie poświęcona w maju 2019 w podzięce Matce Boskiej w stulecie odzyskania niepodległości Polski, przy wschodnim wjeździe do wsi od Doliny Kluczwody,

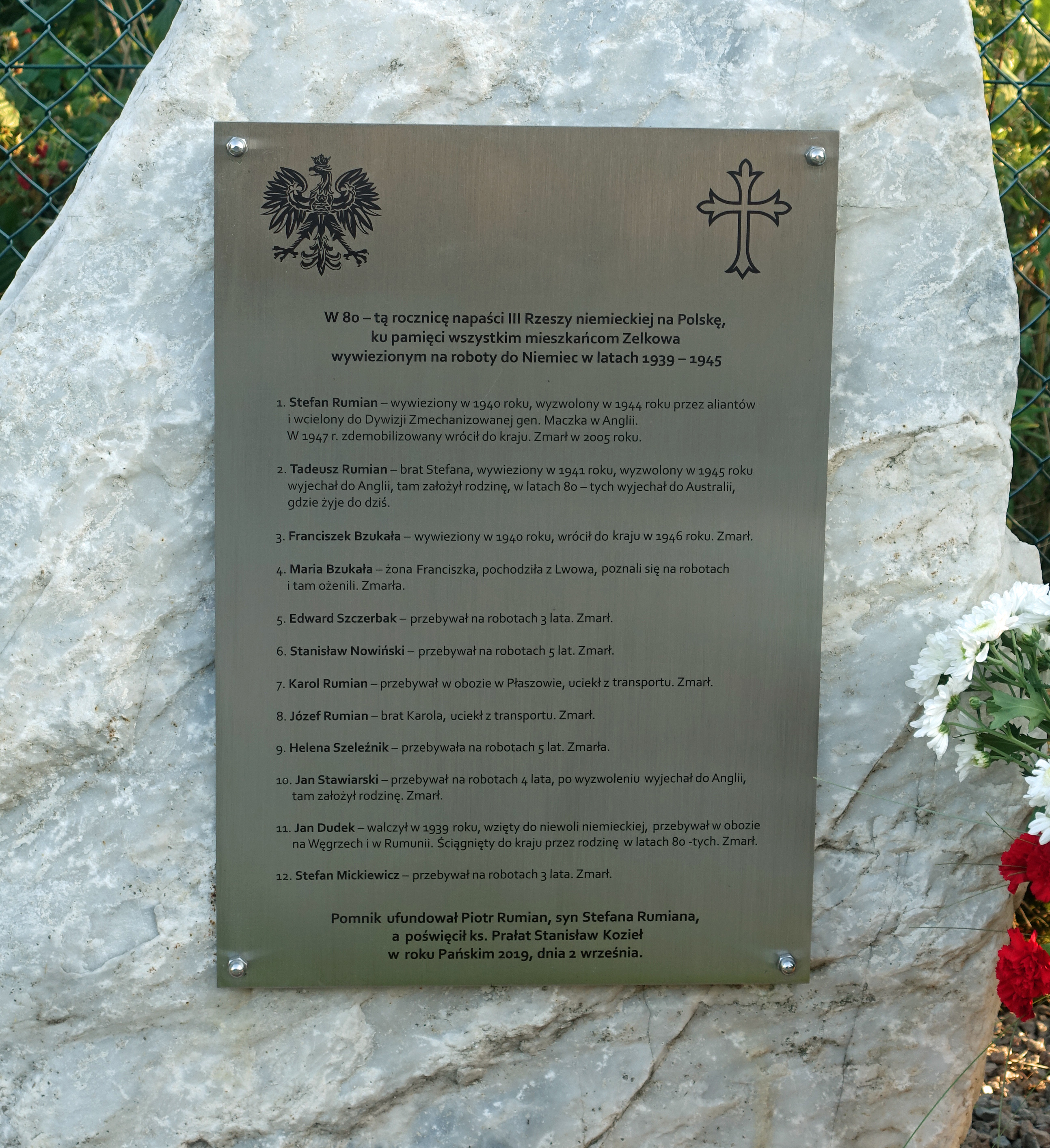
Tablica pamięci mieszkańców Zelkowa wywiezionych na przymusowe roboty do Niemiec w latach 1939–1945, odsłonięta 2 września 2019 przy ul. Tadeusza Kościuszki,

| SIMC    | Nazwa  | Rodzaj     |
| ------- | ------ | ---------- |
| 0344053 | Gacki  | przysiółek |
| 0344047 | Wyźrał | część wsi  |

## Historia
Pierwsza wzmianka o wsi pochodzi z 1402. W 1581 Zelków należał do starostwa ojcowskiego. W 1635 został nadany Janowi Wizemberkowi z Czajowic. W 1794 Maciej Rysakowski z ówczesnego przysiółka Wyźroł, zginął w bitwie pod Racławicami. W 1870 wieś liczyła 420 mieszkańców. W 1890 we wsi znajdowały się 2 karczmy. W czasie zaborów Zelków leżał przy granicy z Rosją. Granica przebiegała przez Wąwóz Zelkowski i Dolinę Kluczwody, u których wylotu są zaznaczone dawne miejsca słupów granicznych. W 1923 powstała szkoła. W latach 1975–1998 miejscowość administracyjnie należała do województwa krakowskiego. W 1999 ze względu na niż demograficzny szkoła zawiesiła swoją działalność do 2010, kiedy to została otwarta jako niepubliczna. Na pamiątkę dwukrotnego (1972 i 1978) pobytu kardynała Karola Wojtyły w Zelkowie wzniesiono przed budynkiem szkolnym pomnik Jana Pawła II autorstwa Władysława Dudka, ucznia Mariana Koniecznego, poświęcony 25 września 1999 roku przez kardynała Franciszka Macharskiego. W XXI wieku wieś rozrasta się, głównie poprzez napływ mieszkańców pobliskiego Krakowa .

## Turystyka
Wieś położona jest na wzniesieniu Wyżyny Olkuskiej, pomiędzy Doliną Bolechowicką i Doliną Kluczwody. Od północy sąsiaduje z Wierzchowiem, od południa z leżącymi poniżej niej Bolechowicami. Wszystkie te tereny znajdują się na obszarze Parku Krajobrazowego Dolinki Krakowskie. Położenie miejscowości sprawia, że jest wygodnym punktem do zwiedzania tych dolin, szczególnie najbliższych: Bolechowickiej, Kobylańskiej i Doliny Będkowskiej. Przebiegające przez miejscowość szlaki turystyki pieszej i rowerowej umożliwiają zwiedzenie również dalszych z tych dolin: Doliny Szklarki, Racławki i Eliaszówki.
Szlak turystyczny:
 żółty – z Ojcowskiego Parku Narodowego przez górną część Doliny Kluczwody, Zelków, Dolinę Bolechowicką, Karniowice, Będkowice, Dolinę Będkowicką, Dolinę Szklarki, rezerwat przyrody Dolina Racławki do Paczółtowic.
Szlaki rowerowe:
 czerwony – zataczający pętlę szlak z Bolechowic przez Zelków, górną część rezerwatu przyrody Dolina Kluczwody, Wierzchowie, Bębło, Dolinę Będkowską (w dół), Łączki, Kobylany, Dolinę Kobylańską (w górę), Las Krzemionka, Dolinę Bolechowicką (w dół) do Bolechowic.
 niebieski – szlak brzozowy z Zabierzowa przez Ujazd, Gacki, Zelków, Las Krzemionka, Dolinę Kobylańską, Karniowice do Bolechowic.